# Order Zasługi Marynarki Wojennej (Brazylia)
Order Zasługi Marynarki Wojennej lub Order Zasługi Morskiej (por. Ordem do Mérito Naval) – brazylijskie wojskowe odznaczenie państwowe, ustanowione 4 lipca 1934 przez prezydenta Getúlio Vargasa. Order jest przeznaczony dla marynarzy Brazylijskiej Marynarki Wojennej, wyjątkowo odznaczane są korporacje wojskowe, instytucje cywilne, sztandary, flagi, a także brazylijskie i zagraniczne osobistości cywilne i wojskowe, które zasłużyły się dla Marynarki Wojennej Brazylii.
Order dzieli się na pięć klas, według tradycyjnego schematu Legii Honorowej:
- I klasa – Krzyż Wielki (Grã-Cruz)
- II klasa – Wielki Oficer (Grande Oficial)
- III klasa – Komandor (Comendador)
- IV klasa – Oficer (Oficial)
- V klasa – Kawaler (Cavaleiro)[2][4]

Wielkim Mistrzem Orderu odznaczonym Krzyżem Wielkim jest zawsze urzędujący prezydent Brazylii.